# Список вулиць Харкова (Е)
| Назва                   | Тип   | Довжина, м | Колишні назви     | Район(и)                  | Місцевість     |
| ----------------------- | ----- | ---------- | ----------------- | ------------------------- | -------------- |
| Ейнштейна               | вул.  | 360        | Кутузівська       | Шевченківський            | Павлівка       |
| Екзотичний              | в-д   | 180        | 1-й в'їзд Маршака | Основ'янський             | Жихор          |
| Екологічна              | вул.  |            | Тульська          | Шевченківський            |                |
| Екологічний             | пров. |            | Тульський         | Шевченківський            |                |
| Електрична              | вул.  | 170        |                   | Новобаварський            | Холодна Гора   |
| Електричний             | в-д   | 90         |                   | Новобаварський            | Холодна Гора   |
| Електровозна            | вул.  | 1360       |                   | Індустріальний            | Східний        |
| Електровозний           | пр-д  | 1310       |                   | Індустріальний            | Східний        |
| Електровозний           | в-д   | 70         |                   | Індустріальний            | Східний        |
| Електроінструментальний | пров. | 190        |                   | Київський                 | Шишківка       |
| Електромеханічний       | пров. |            |                   | Салтівський               |                |
| Енді Ворхола            | в-д   | 310        | Даргомижського    | Новобаварський            | Нова Баварія   |
| Енеїди                  | пров. | 430        | Мічуріна          | Новобаварський район      | Москалівка     |
| Енергетична             | вул.  |            |                   | Слобідський Немишлянський |                |
| Енергодарська           | вул.  |            | Семена Челюскіна  | Київський                 |                |
| Ерліха                  | вул.  | 850        | Карла Лібкнехта   | Основ'янський             | Жихор          |
| Естакадна               | вул.  |            |                   | Основ'янський             |                |
| Естакадний              | в-д   |            |                   | Основ'янський             |                |
| Естонська               | вул.  | 1040       | Петрозаводська    | Немишлянський             | Стара Салтівка |